# Emily Blunt

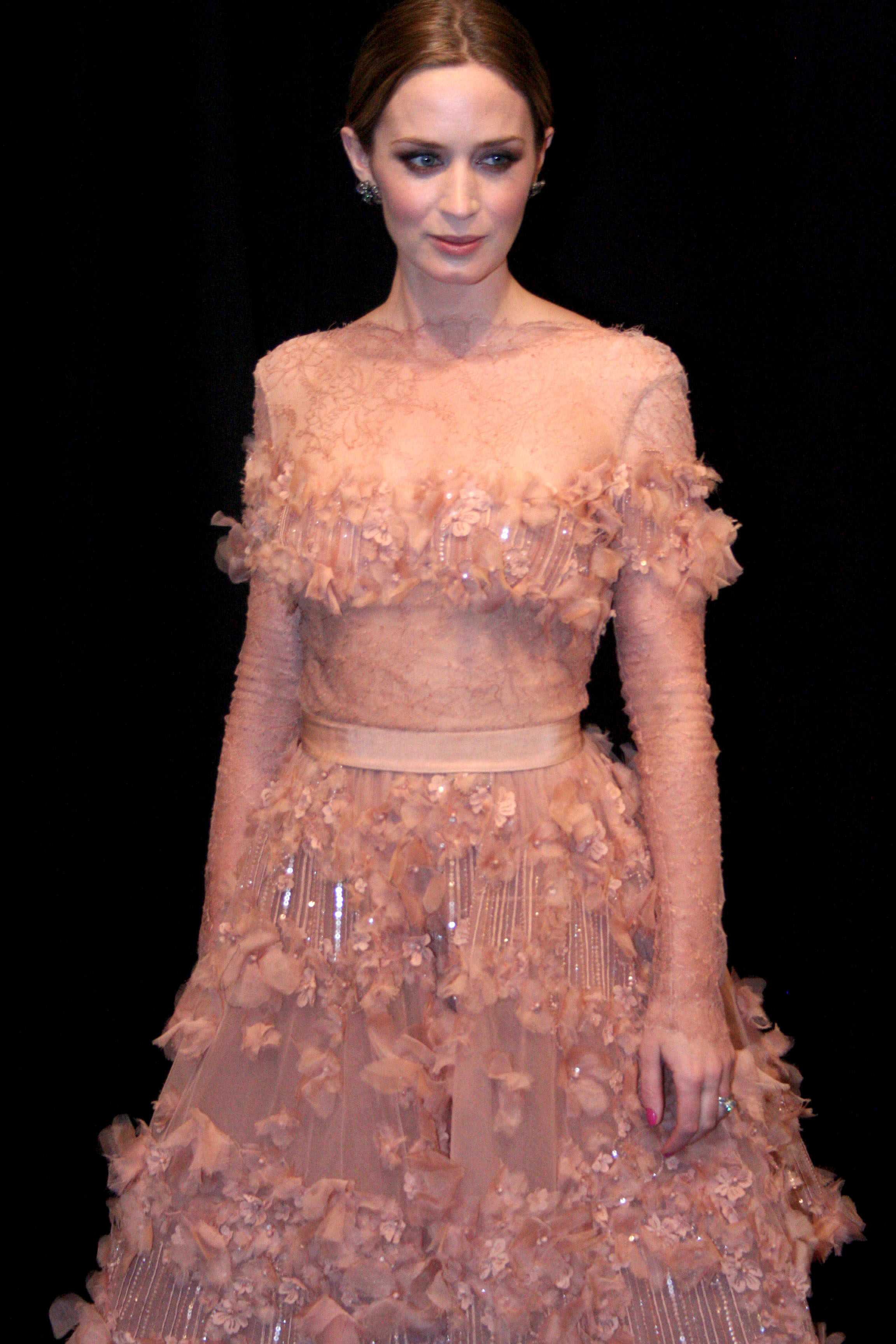
Emily Blunt na premierze filmu Władcy umysłów

Emily Olivia Laura Blunt (ur. 23 lutego 1983 w Londynie) – brytyjska aktorka. Zdobywczyni licznych nagród, w tym Złotego Globu za rolę Natashy w filmie Gideon’s Daughter. Wielokrotnie nominowana m.in. przez Brytyjską Akademię Sztuk Filmowych i Telewizyjnych.
Od 2010 roku żona aktora oraz reżysera Johna Krasinskiego. Matka dwojga dzieci: Hazel Krasinski, Violet Krasinski.
Zadebiutowała w 2001 roku rolą w przedstawieniu The Royal Family w Haymarket Theatre.

## Życie prywatne
Urodziła się w Wandsworth, w Londynie. Drugie z czwórki dzieci adwokata Olivera Blunta i jego żony Joanny, nauczycielki oraz byłej aktorki. Ma dwie siostry: Felicity i Susannah – oraz brata Sebastiana. Jej stryjem jest Crispin Blunt, członek Izby Gmin z ramienia Partii Konserwatywnej z okręgu Reigate.
Pomiędzy 7. a 14. rokiem życia borykała się z jąkaniem. Aktorstwo miało jej pomóc przezwyciężyć ten problem. W wieku 16 lat dostała się do Hurtwood House w Dorking – prywatnej uczelni, znanej z artystycznego programu nauczania. To tam został odkryty jej talent. W 2000 roku zagrała rolę Maddy w musicalu Bliss, granym podczas Edinburgh Festival Fringe.
W latach 2005–2008 była w związku z kanadyjskim piosenkarzem Michaelem Bublém. Para poznała się na backstage’u podczas gali organizowanej przez australijską telewizję, Logie Awards w Melbourne. Zanim się rozstali, dzielili razem dom w Vancouver.
W listopadzie 2008 roku Blunt zaczęła się spotykać z aktorem Johnem Krasinskim. Rok później para się zaręczyła i wzięła ślub 10 lipca 2010 roku w Como, we Włoszech. W 2014 roku na świat przyszła ich pierwsza córka, Hazel. Dwa lata później druga, Violet.
W sierpniu 2015 roku przyznano jej obywatelstwo amerykańskie. Od tego czasu posiada dwa paszporty.

## Kariera
W 2001 roku wystąpiła w sztuce The Royal Family wystawianej w West Endzie; u boku Emily grała Judi Dench. W kinie debiutowała rolą w filmie Boudica u boku Alex Kingston. Następnie wystąpiła w filmie telewizyjnym Krwawy tyran – Henryk VIII, gdzie wcieliła się w postać Katarzyny Howard.
W 2004 roku wystąpiła w filmie w reżyserii Pawła Pawlikowskiego Lato miłości wraz z aktorką Natalie Press; film opowiada historię oszustwa i miłości lesbijskiej na angielskiej wsi. Blunt za rolę otrzymała nominację do nagrody BIFA.
W 2005 roku zagrała w filmie telewizyjnym Gideon’s Daughter u boku Billa Nighy i Mirandy Richardson. Za rolę w tym filmie Blunt otrzymała Złoty Glob dla najlepszej aktorki drugoplanowej w serialu, miniserialu lub filmie telewizyjnym.
W 2006 roku Emily wystąpiła u boku Meryl Streep i Anne Hathaway w ekranizacji książki Lauren Weisberger − filmie Diabeł ubiera się u Prady. Rola Emily Charlton, pierwszej asystentki bezwzględnej Mirandy Priestly, przyniosła Blunt popularność wśród widzów i uznanie krytyki. Blunt została nominowana do Złotego Globu i nagrody BAFTA. Anne Hathaway i Emily Blunt wręczały nagrodę za najlepsze kostiumy podczas 79. ceremonii wręczenia Oscarów w 2007 roku.
Rolę w filmie Modliszka otrzymała po tym, jak Susan Sarandon obejrzała film Lato miłości i zachwyciła się grą Blunt. Sarandon wymusiła obsadzenie Blunt w filmie u swojego boku. W 2007 roku Blunt zagrała w filmie Wojna Charliego Wilsona u boku Toma Hanksa, Julii Roberts i Philipa Seymoura Hoffmana.
W 2009 roku wystąpiła w roli Królowej Wiktorii w filmie Młoda Wiktoria u boku Ruperta Frienda i Mirandy Richardson. W 2009 wystąpiła również w niezależnym filmie I wszystko lśni u boku Amy Adams i Alana Arkina. Za rolę w tych dwóch filmach Blunt została nominowana do nagrody Satelita w dwóch kategoriach.
Za rolę w filmie Młoda Wiktoria otrzymała nominację dla najlepszej aktorki w filmie dramatycznym do Złotego Globu za rok 2009.
W 2010 zagrała w superprodukcji Wilkołak u boku Benicia del Toro, Anthony’ego Hopkinsa i Hugona Weavinga. W 2014 roku zagrała główną rolę żeńską w Na skraju jutra u boku Toma Cruise’a.

## Filmografia

### Filmy fabularne
- 2003: Krwawy tyran – Henryk VIII (Henry VIII) jako Katarzyna Howard
- 2003: Boudica jako Isolda
- 2004: Lato miłości (My Summer of Love) jako Tamsin
- 2005: Dziwny przypadek Sherlocka Holmesa i Arthura Conana Doyle’a (The Strange Case of Sherlock Holmes & Arthur Conan Doyle) jako Jean Leckie
- 2005: Gideon’s Daughter jako Natasha
- 2006: Diabeł ubiera się u Prady (The Devil Wears Prada) jako Emily Chalton
- 2006: Modliszka (Irresistible) jako Mara
- 2007: Mroźny wiatr (Wind Chill) jako dziewczyna
- 2007: Rozważni i romantyczni – Klub miłośników Jane Austen (The Jane Austen Book Club) jako Prudie Drummond
- 2007: Ja cię kocham, a ty z nim (Dan in Real Life) jako Ruthie Draper
- 2007: Wojna Charliego Wilsona (Charlie Wilson’s War) jako Jane Liddle
- 2008: Wspaniały Buck Howard (The Great Buck Howard) jako Valerie Brennan
- 2008: I wszystko lśni (Sunshine Cleaning) jako Norah Lorkowski
- 2009: Młoda Wiktoria (The Young Victoria) jako Wiktoria Hanowerska
- 2009: Dziki cel (Wild Target) jako Rose
- 2009: Curiosity jako Emma
- 2010: Wilkołak (The Wolfman) jako Gwen Conliffe
- 2010: Podróże Guliwera (Gulliver's Travels) jako Mary, księżniczka Liliputów
- 2011: Muppety (The Muppets) jako recepcjonistka Panny Piggy
- 2011: Siostra twojej siostry (Your Sister's Sister) jako Iris
- 2011: Połów szczęścia w Jemenie (Salmon Fishing in the Yemen) jako Harriet Chetwode-Talbot
- 2011: Władcy umysłów (The Adjustment Bureau) jako Elise Sellas
- 2011: Gnomeo i Julia (Gnomeo and Juliet) jako Julia (głos)
- 2012: Arthur Newman jako Mike
- 2012: Looper – Pętla czasu (Looper) jako Sara
- 2012: Jeszcze dłuższe zaręczyny (The Five-Year Engagement) jako Violet Barnes
- 2013: Zrywa się wiatr jako Naoko Satomi (głos)
- 2014: Tajemnice lasu (Into the Woods) jako żona Piekarza
- 2014: Na skraju jutra (Edge of Tomorrow) jako Rita Vrataski
- 2015: Sicario jako Kate Macer
- 2016: Dziewczyna z pociągu jako Rachel
- 2016: Łowca i Królowa Lodu jako królowa Freya
- 2017: My Little Pony: Film jako Tempest Shadow (głos)
- 2018: Mary Poppins powraca jako Mary Poppins
- 2018: Ciche miejsce jako Evelyn Abbott
- 2018: Gnomeo i Julia 2. Tajemnica zaginionych krasnali jako Julia
- 2020: Miłość po sąsiedzku jako Rosemary
- 2020: Ciche miejsce 2 jako Evelyn Abbott
- 2021: Wyprawa do dżungli jako Lily Houghton
- 2023: Oppenheimer jako Katherine Oppenheimer

### Seriale telewizyjne
- 2003: Detektyw Foyle (Foyle's War) jako Lucy Markham
- 2004: Agatha Christie: Poirot jako Linnet Ridgeway
- 2005: Cesarstwo (Empire) jako Camane
- 2009: Simpsonowie (The Simpsons) jako Juliet Hobbes (głos)
- 2022: Angielka (The English) jako Cornelią Locke

## Nagrody
- Złoty Glob Najlepsza aktorka drugoplanowa w serialu, miniserialu lub filmie telewizyjnym: 2007 Gideon’s Daughter
- Nagroda Satelita Najlepsza obsada w filmie: 2014 Tajemnice lasu